# RUS Givry
RUS Givry is een Belgische voetbalclub uit Givry. De club is aangesloten bij de KBVB met stamnummer 6237 en heeft geel en zwart als kleuren.

## Geschiedenis
Reeds in 1938 sloot een club uit Givry zich aan bij de Belgische voetbalbond, namelijk Jeunesse Sportive Givry. In 1953/54 verdween deze club. In 1959 ontstond echter een nieuwe club, namelijk Unsion Sportive Givry, dat zich aansloot bij de Belgische Voetbalbond. De club ging van start in de provinciale reeksen. In 1962 promoveerde men voor het eerst naar Tweede Provinciale, in 1966 degradeerde men weer. De club verkreeg dat jaar een terrein achter de pastorie. In 1972 volgde een tweede keer de promotie naar Tweede, in 1975 volgde weer een degradatie. In 1980 verkreeg de club een nieuw terrein, waar men de volgende decennia zou blijven spelen. In 1982 kende Givry een uitzonderlijk seizoen. De ploeg scoorde 111 keer en incasseerde slechts 29 tegendoelpunten. Met 47 punten op 60 promoveerde men voor de derde keer naar Tweede Provinciale.
In 1988 promoveerde Givry voor de eerste keer naar het hoogste provinciale niveau. Dit eerste verblijf duurde tot 1992, toen met opnieuw zakte. In de loop van de jaren 90 verkreeg de club ook een tweede en derde terrein. In 2001 promoveerde Givry voor een tweede keer naar Eerste Provinciale. Dit verblijf duurde maar een jaar. Na een barragewedstrijd tegen ES Vaux-Noville zakte de ploeg weer. In 2005 promoveerde men voor een derde keer naar Eerste Provinciale. In 2007 behaalde Givry de Luxemburgse provinciale beker, na 3-1 winst tegen Florenvillois.
In 2009 werd Givry kampioen in de Luxemburgse Eerste Provinciale. Vanaf het seizoen 2009/10 speelde de club zo voor het eerst in de nationale Vierde Klasse.

## Resultaten
| Seizoen | Klasse | Klasse | Klasse | Klasse | Klasse | Klasse | Klasse | Klasse | Reeks                                                    | Punten                                                   | Opmerkingen                                              |
|         | I      | I      | II     | III    | IV     | P.I    | P.II   | P.III  |                                                          |                                                          |                                                          |
| ------- | ------ | ------ | ------ | ------ | ------ | ------ | ------ | ------ | -------------------------------------------------------- | -------------------------------------------------------- | -------------------------------------------------------- |
| 2008/09 |        |        |        |        |        | 1      |        |        | Eerste prov. Lux.                                        | 69                                                       |                                                          |
| 2009/10 |        |        |        |        | 6      |        |        |        | Vierde klasse D                                          | 45                                                       |                                                          |
| 2010/11 |        |        |        |        | 7      |        |        |        | Vierde klasse D                                          | 44                                                       |                                                          |
| 2011/12 |        |        |        |        | 5      |        |        |        | Vierde klasse D                                          | 46                                                       |                                                          |
| 2012/13 |        |        |        |        | 6      |        |        |        | Vierde klasse D                                          | 45                                                       |                                                          |
| 2013/14 |        |        |        |        | 6      |        |        |        | Vierde klasse D                                          | 45                                                       |                                                          |
| 2014/15 |        |        |        |        | 6      |        |        |        | Vierde klasse D                                          | 44                                                       |                                                          |
| 2015/16 |        |        |        |        | 2      |        |        |        | Vierde klasse D                                          | 59                                                       |                                                          |
|         | 1A     | 1B     | 1Am    | 2Am    | 3Am    | P.I    | P.II   | P.III  | Vanaf 2016-17 zijn er 3 nationale en 2 regionale niveaus | Vanaf 2016-17 zijn er 3 nationale en 2 regionale niveaus | Vanaf 2016-17 zijn er 3 nationale en 2 regionale niveaus |
| 2016/17 |        |        |        | 14     |        |        |        |        | Tweede klasse Am.                                        | 30                                                       |                                                          |
| 2017/18 |        |        |        |        | 8      |        |        |        | Derde klasse Am.                                         | 43                                                       |                                                          |
| 2018/19 |        |        |        |        | 2      |        |        |        | Derde klasse Am.                                         | 65                                                       |                                                          |
| 2019/20 |        |        |        | 8      |        |        |        |        | Tweede klasse Am.                                        | 33                                                       |                                                          |
| 2020/21 |        |        |        | -      |        |        |        |        | Tweede klasse Am.                                        | -                                                        | Competitie geschrapt wegens Covid-19                     |
| 2021/22 |        |        |        | 15     |        |        |        |        | Tweede klasse Am.                                        | 22                                                       | Degradatie                                               |
| 2022/23 |        |        |        |        | 16     |        |        |        | Derde afdeling                                           | 14                                                       | Degradatie. Doorstart met B ploeg in 2e provinciale      |
| 2023/24 |        |        |        |        |        |        | 10     |        | Tweede prov. Lux. C                                      | 30                                                       |                                                          |
| 2024/25 |        |        |        |        |        |        | 14     |        | Tweede prov. Lux. C                                      | 5                                                        | Degradatie                                               |
| 2025/26 |        |        |        |        |        |        |        |        | Derde prov. Lux. C                                       |                                                          |                                                          |